# Enneapterygius triserialis
Enneapterygius triserialis és una espècie de peix de la família dels tripterígids i de l'ordre dels perciformes.

## Morfologia
- Els mascles poden assolir 3,7 cm de longitud total.[1][2]

## Hàbitat
És un peix marí de clima tropical que viu fins als 17 m de fondària.

## Distribució geogràfica
Es troba a Austràlia, Vanuatu, Fiji, la Samoa Nord-americana i la Polinèsia Francesa.